# Dia de la tovallola

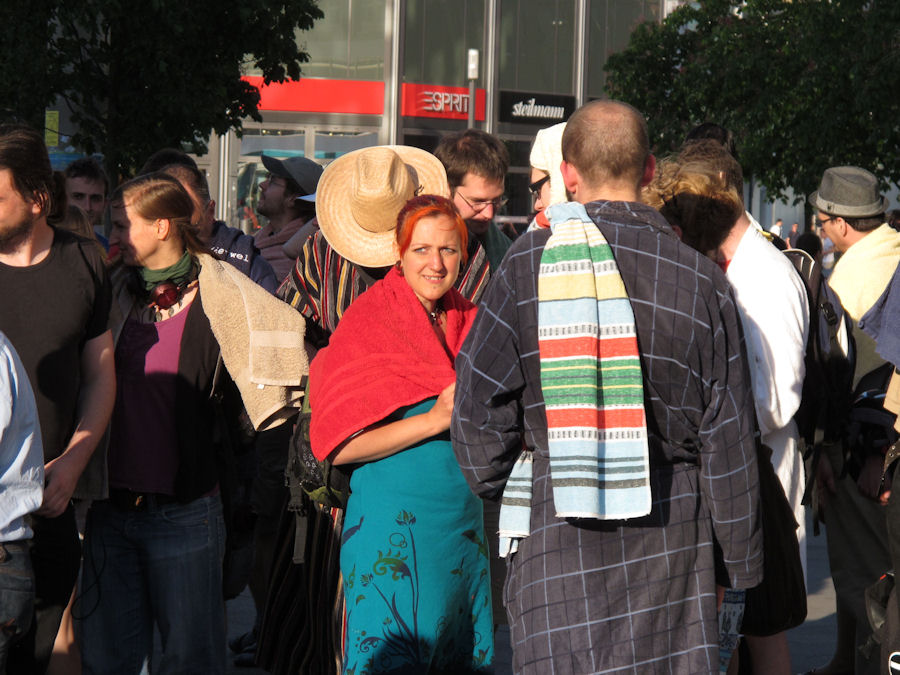
El dia de la tovallola a Berlín

El dia de la tovallola se celebra el 25 de maig de cada any, en honor de Douglas Adams. Es va començar a celebrar l'any 2001, just dues setmanes després de la seva mort. La data coincideix amb el Dia de l'Orgull Friqui, dia en què es va estrenar una nova esperança de la guerra de les galàxies.
Durant tot el dia, tots els fans de l'escriptor porten una tovallola. És un homenatge a Douglas Adams, que es realitza recordant la seva obra més característica, la Guia galàctica per a autostopistes. Un dels trets més significatius d'aquesta novel·la és la tovallola, ja que al principi del llibre explica que és l'estri imprescindible si es vol sobreviure voltant per la galàxia.